# ون هرن (تگزاس)
ون هرن، تگزاس(به انگلیسی: Van Horn, Texas) شهری در ایالت تگزاس از ایالات جنوبی ایالات متحده آمریکا است. در سرشماری سال ۲۰۰۰، جمعیت این شهر ۲۴۳۵ نفر اعلام شد.

## نگارخانه

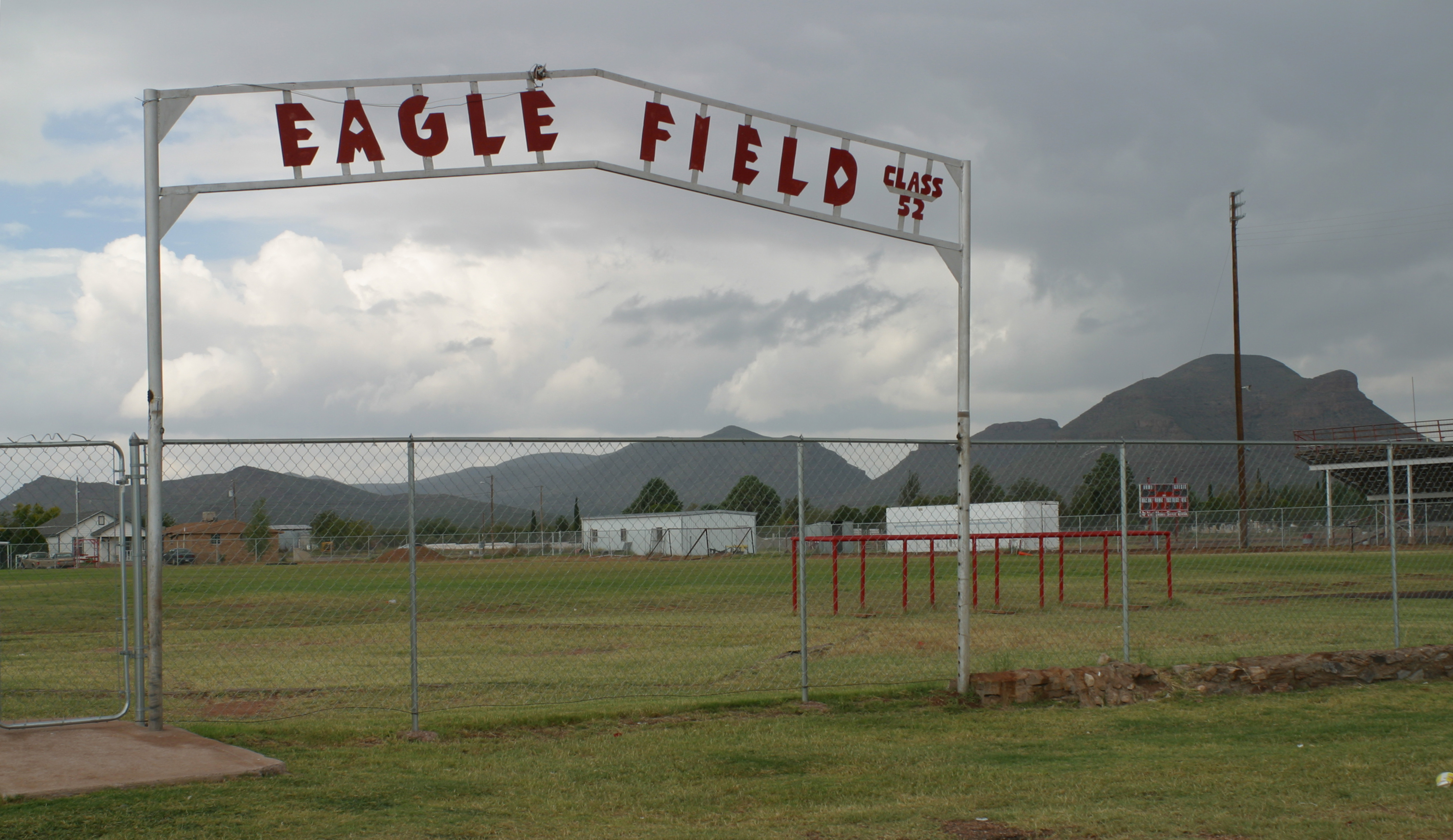
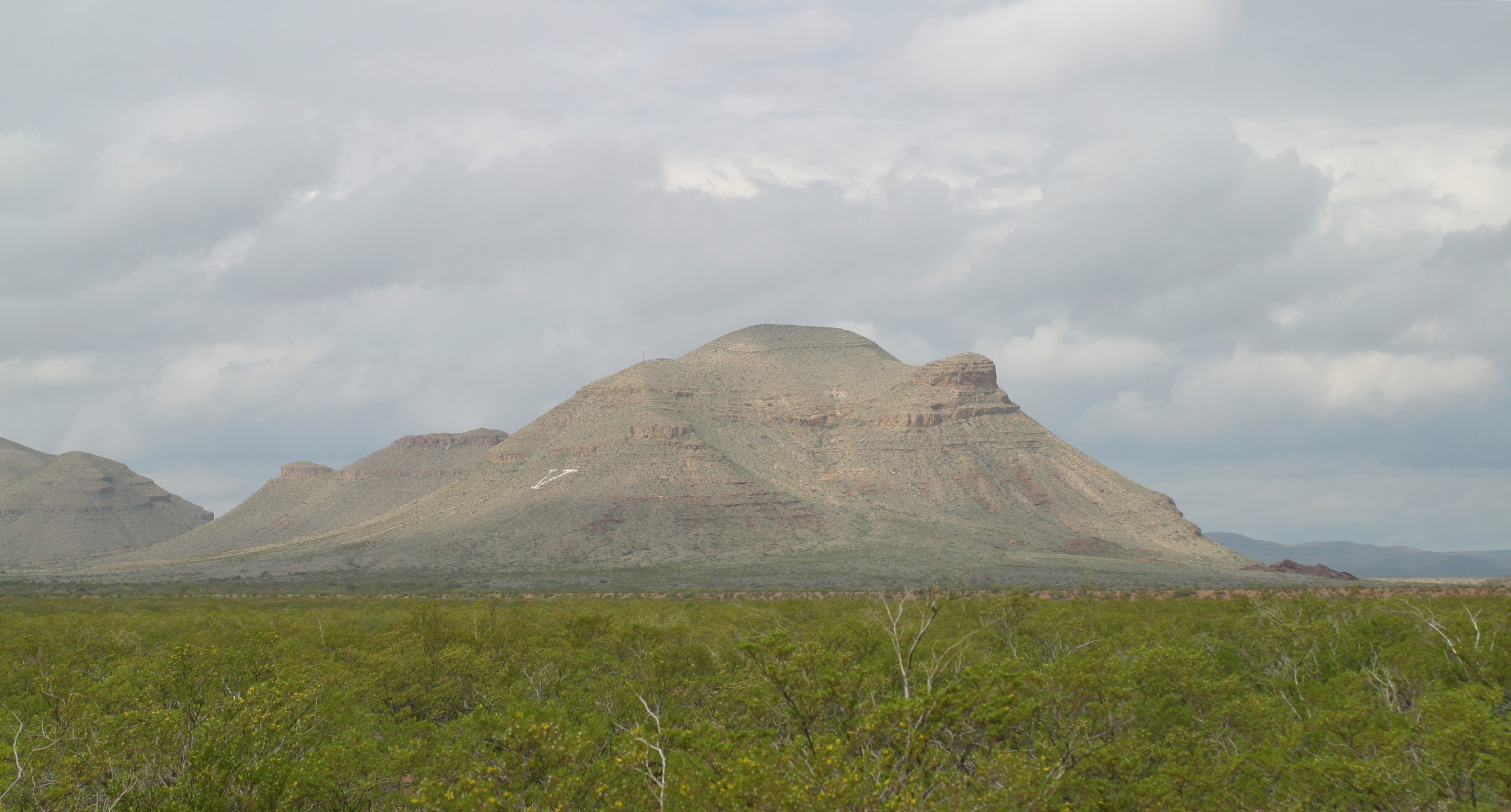